# Železniční trať Zaprešić–Čakovec

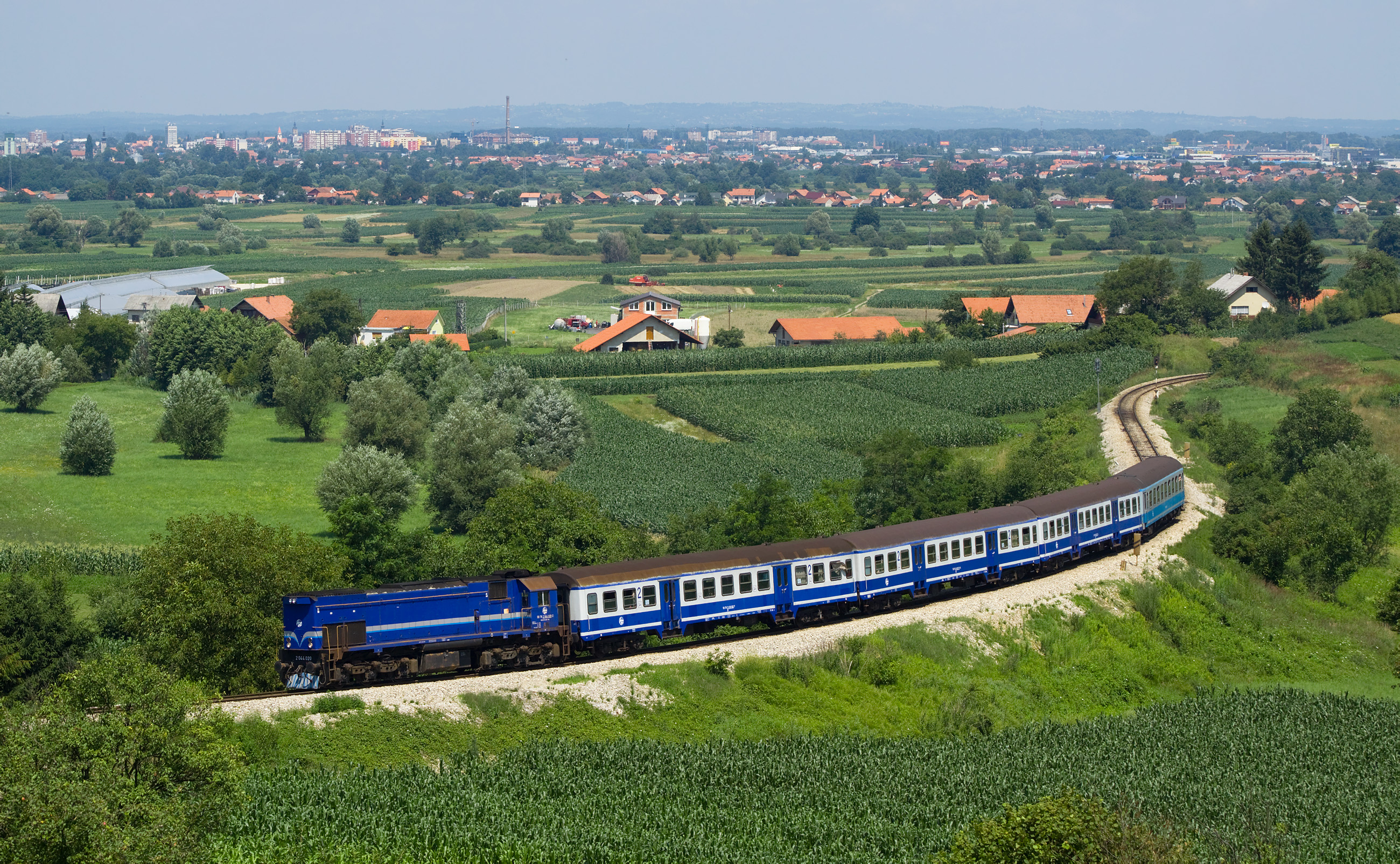
Vlak na trati u stanice Sveti Ilija

Železniční trať Zaprešić–Čakovec (chorvatsky Željeznička pruga Zaprešić–Čakovec, známá též jako Zagorská magistrála), v chorvatské železniční síti evidovaná pod č. 12, je železniční trať na severovýchodním území Chorvatska. Slouží pro dopravu mezi Záhřebem a regiony Záhoří a Mezimuří, je spojnicí železniční trati Čakovec–Kotoriba se Záhřebem. Její délka činí 100 km. Tato jednokolejná trať tvoří součást Panevropského koridoru X.

## Trasa
Trať je ve své jižní části vedena širokým údolím řeky Krapina až k jejímu prameni. Od stanice Budinščica vstupuje do mírně zvlněného terénu chorvatského Záhoří, kde prochází severovýchodním směrem až k městu Novi Marof. Poté je vedena údolím řeky Bednja dále na sever k obci Krušljevec. Tam řeku překonává a směřuje nízkým hřebenem k městu Varaždin. Tam vstupuje do Panonské nížiny. Severně od Varaždinu je po mostu bána Josipa Jelačiće vedena přes řeku Drávu směrem k Čakovci, kde končí.

## Historie
Trať byla budována v závěru 19. století. V roce 1884 bylo zažádáno o povolení k výstavbě trati, které získala k tomu zřízená uherská společnost o rok později. Trať byla dána do provozu v září 1886. Důvodem pro výstavbu trati byla potřeba převozu zboží z přístavu v Rijece na území centrálních Uher, především do Budapešti. Trať nicméně umožnila jednak rozvoj regionu chorvatského záhoří po ekonomické stránce, jednak i výstavbu dalších tratí v oblasti, které na Zagorskou magistrálu přímo navazují. 
Vzhledem k nedostatečným investicím v 20. století byla cestovní rychlost na trati (např. v úseku Zabok–Veliko Trgovišće) nízká; problematické je zde rovněž zabezpečovací zařízení. Poslední rekonstrukce trati byla dokončena v roce 1978. 

## Stanice

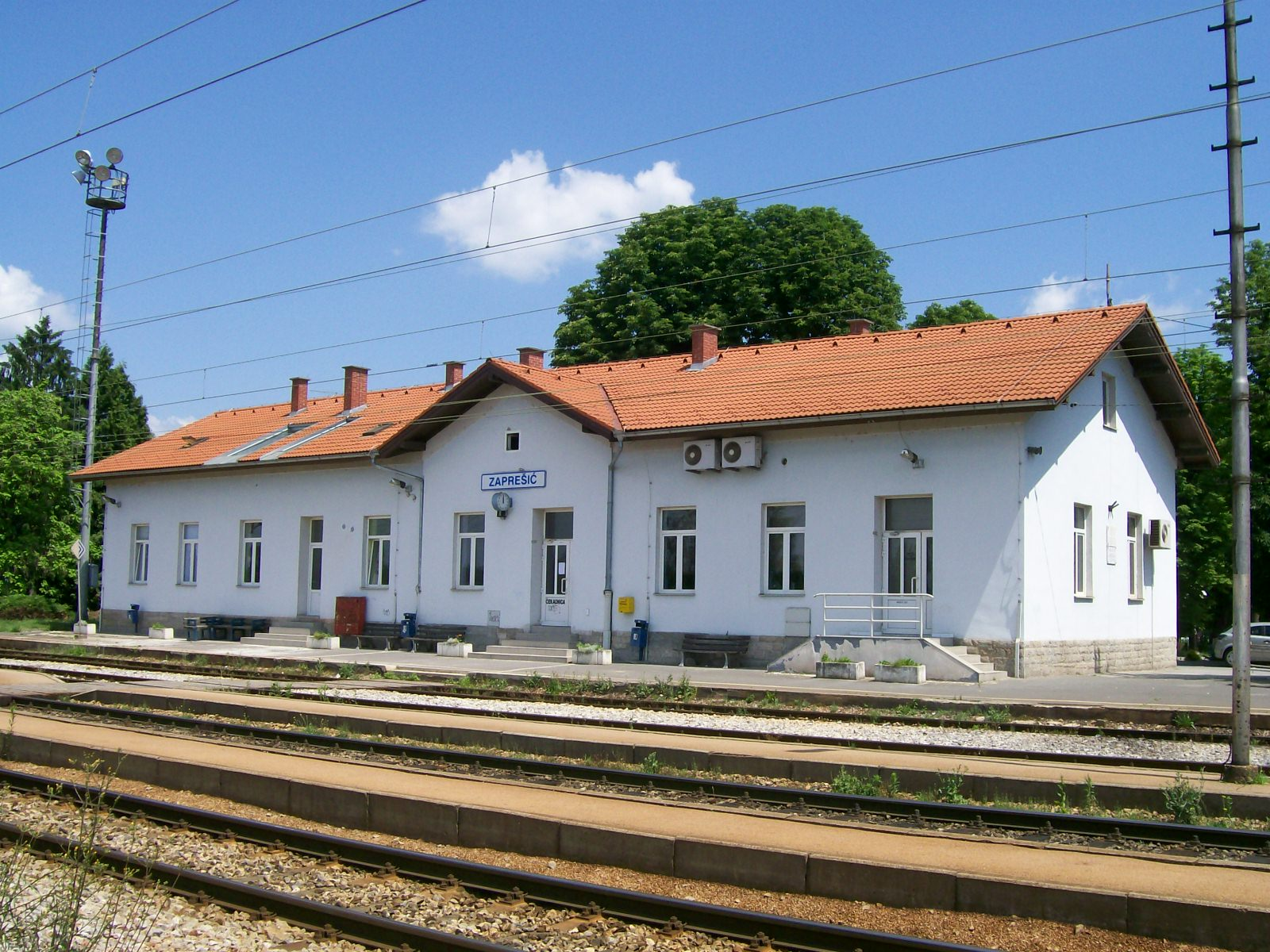
Zaprešić
- Novi Dvori
- Pojatno
- Kupljenovo
- Luka
- Žejinci
- Veliko Trgovište
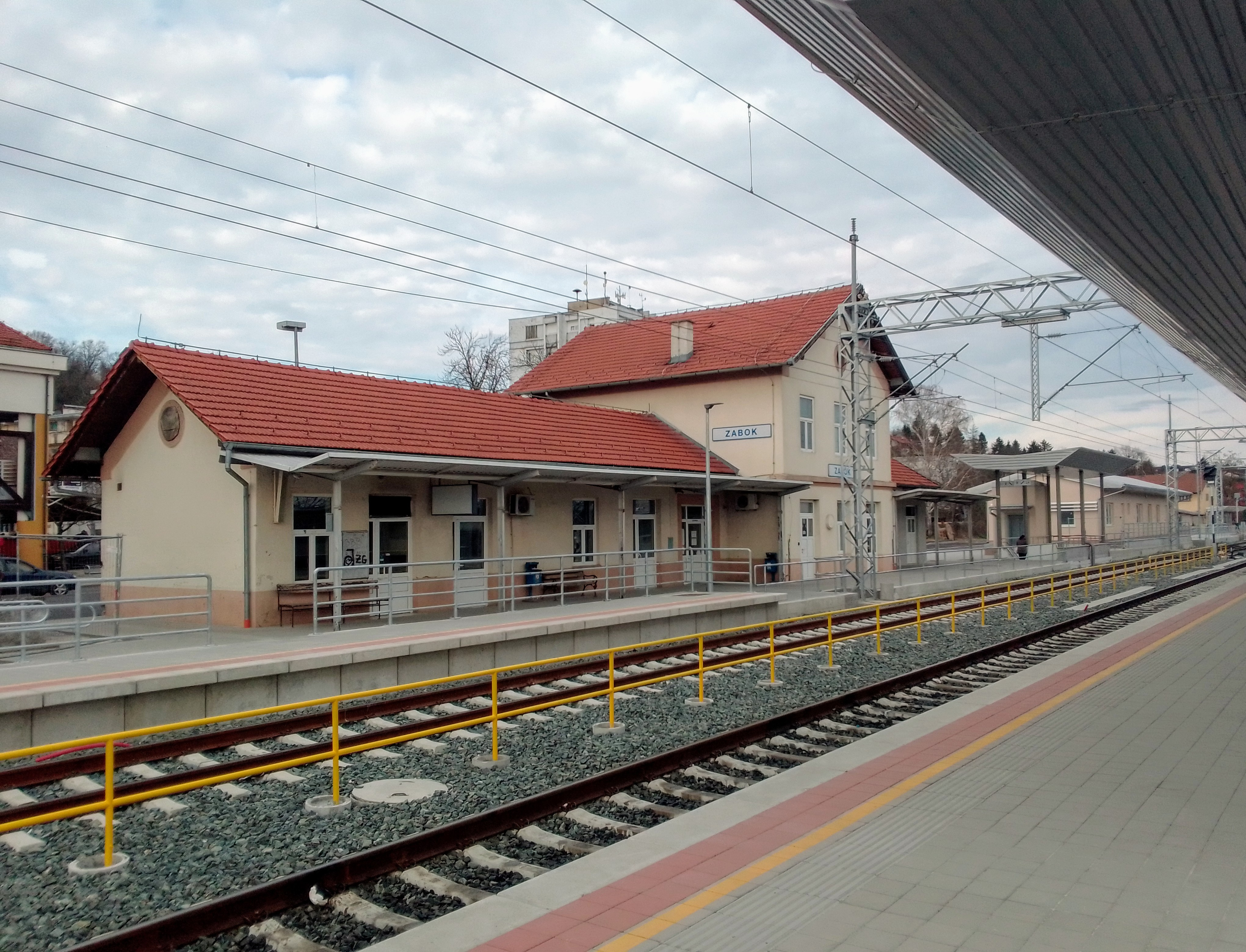
Zabok
- Dubrava Zabočka
- Špičkovina
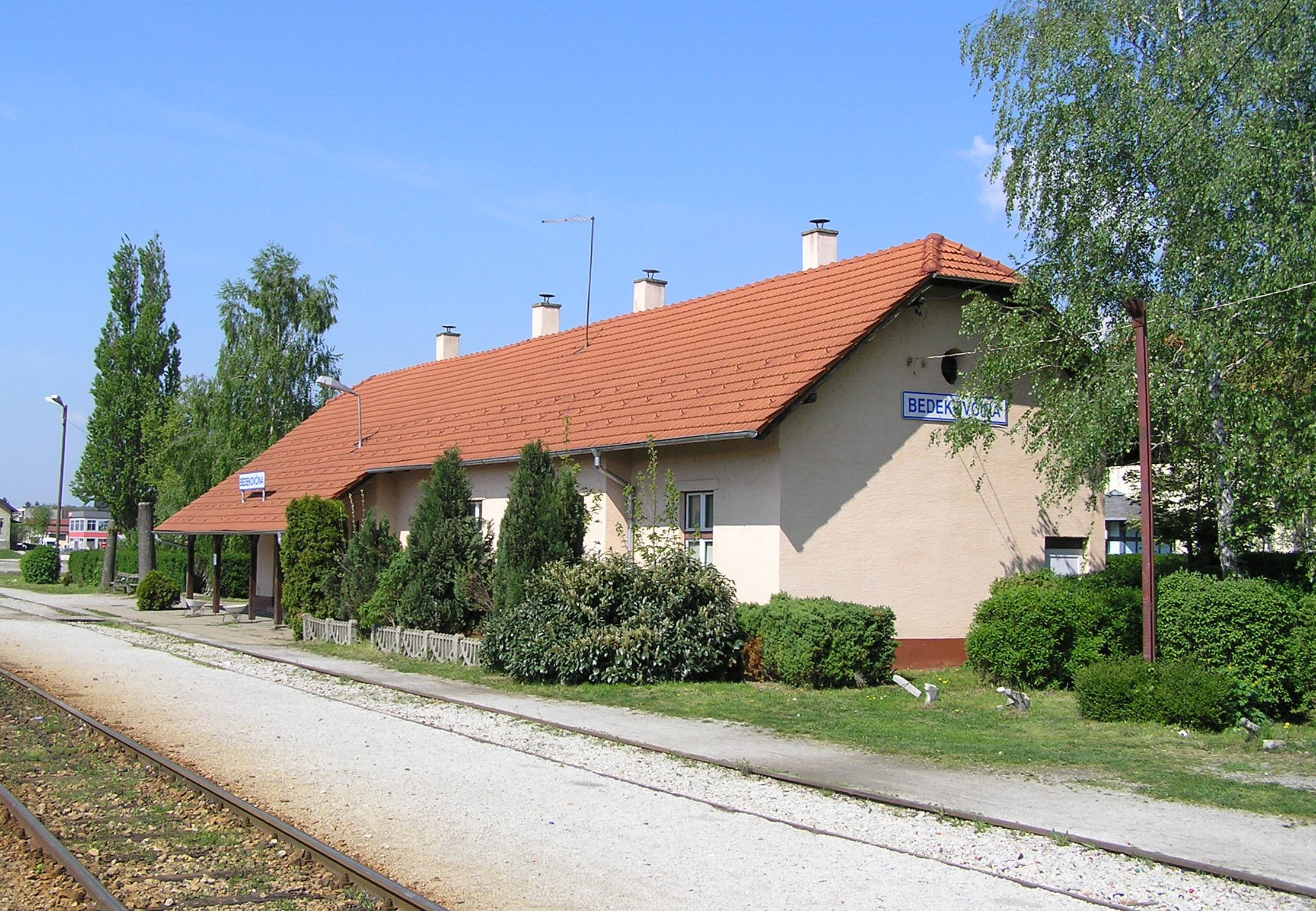
Bedekovčina
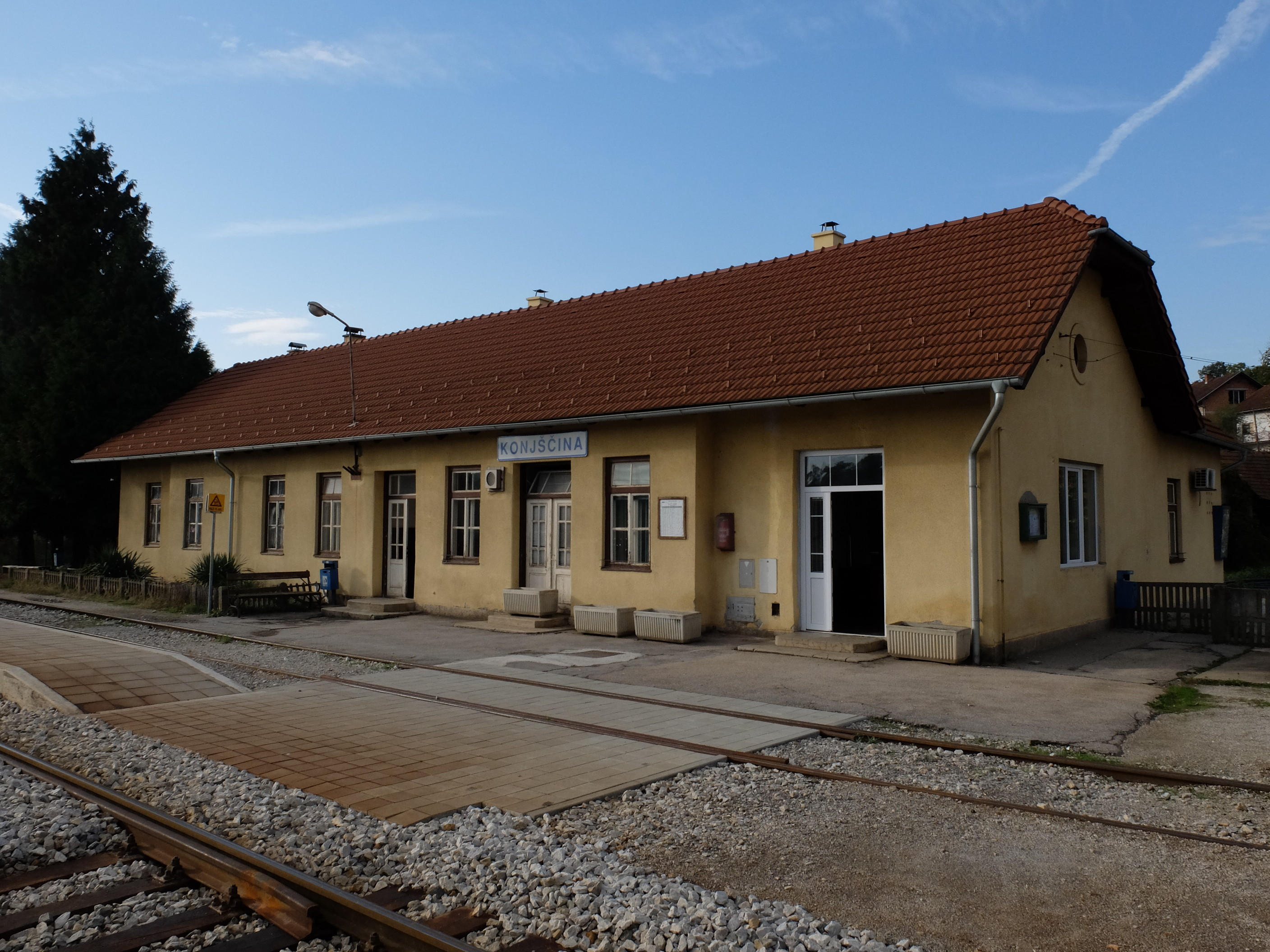
Konjšćina
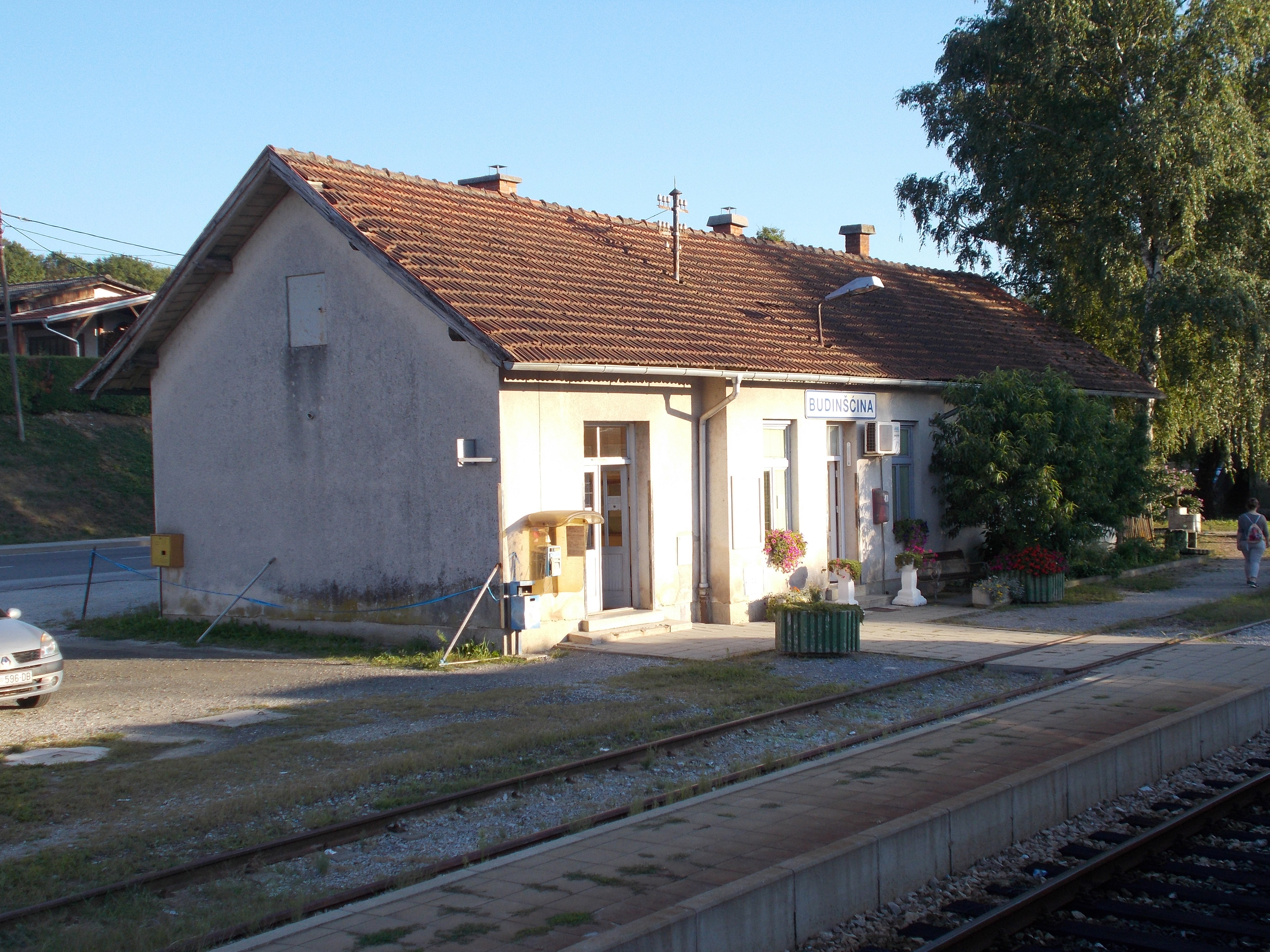
Budinšćina

- Poznanovec
- Zlatar Bistrica
- Donji Lipovec
- Konjščina
- Hraščina-Trgovište
- Budinščina
- Podrute
- Madžarevo
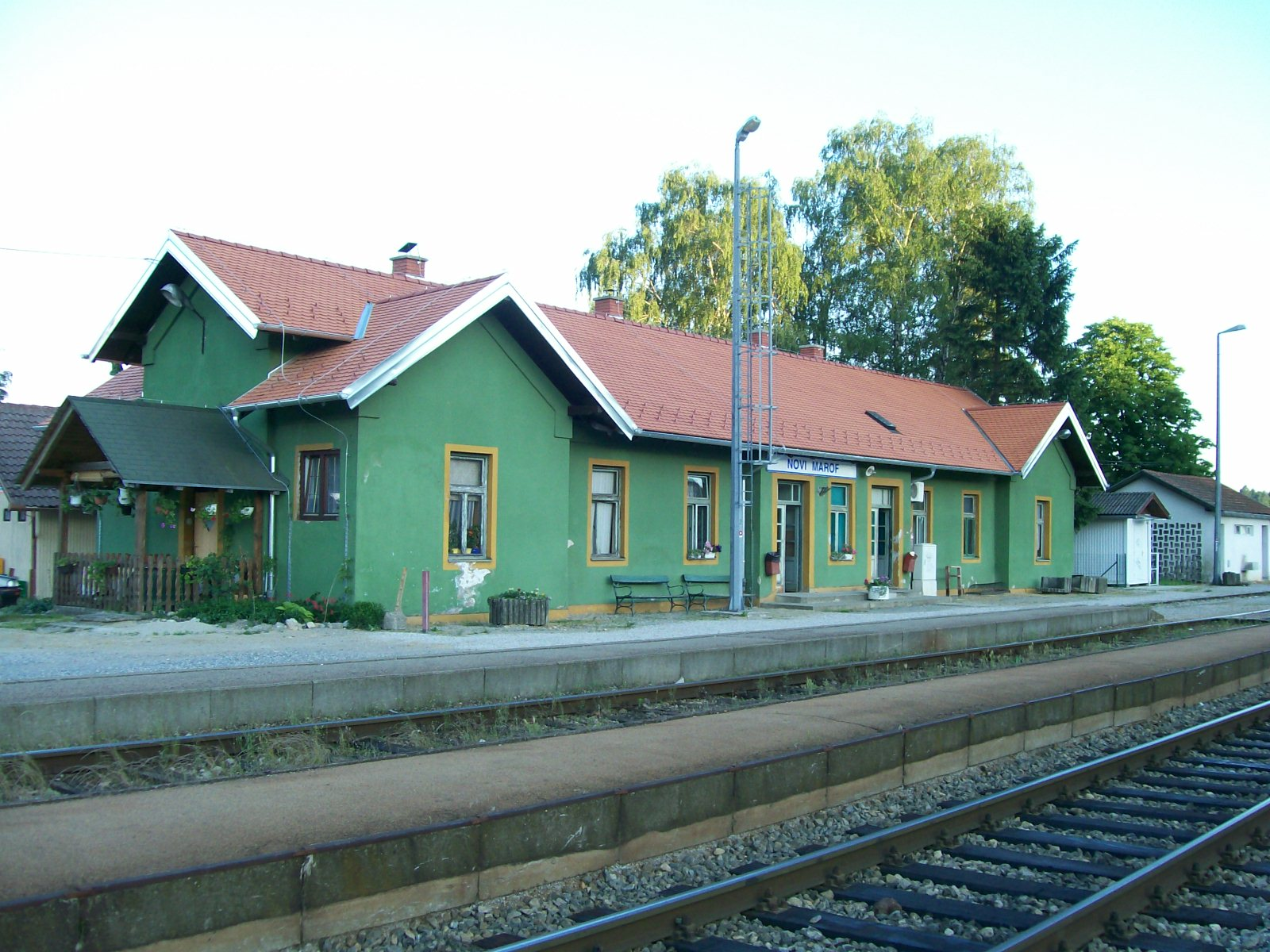
Novi Marof
- Krušljevec
- Sveti Ilija
- Turčin
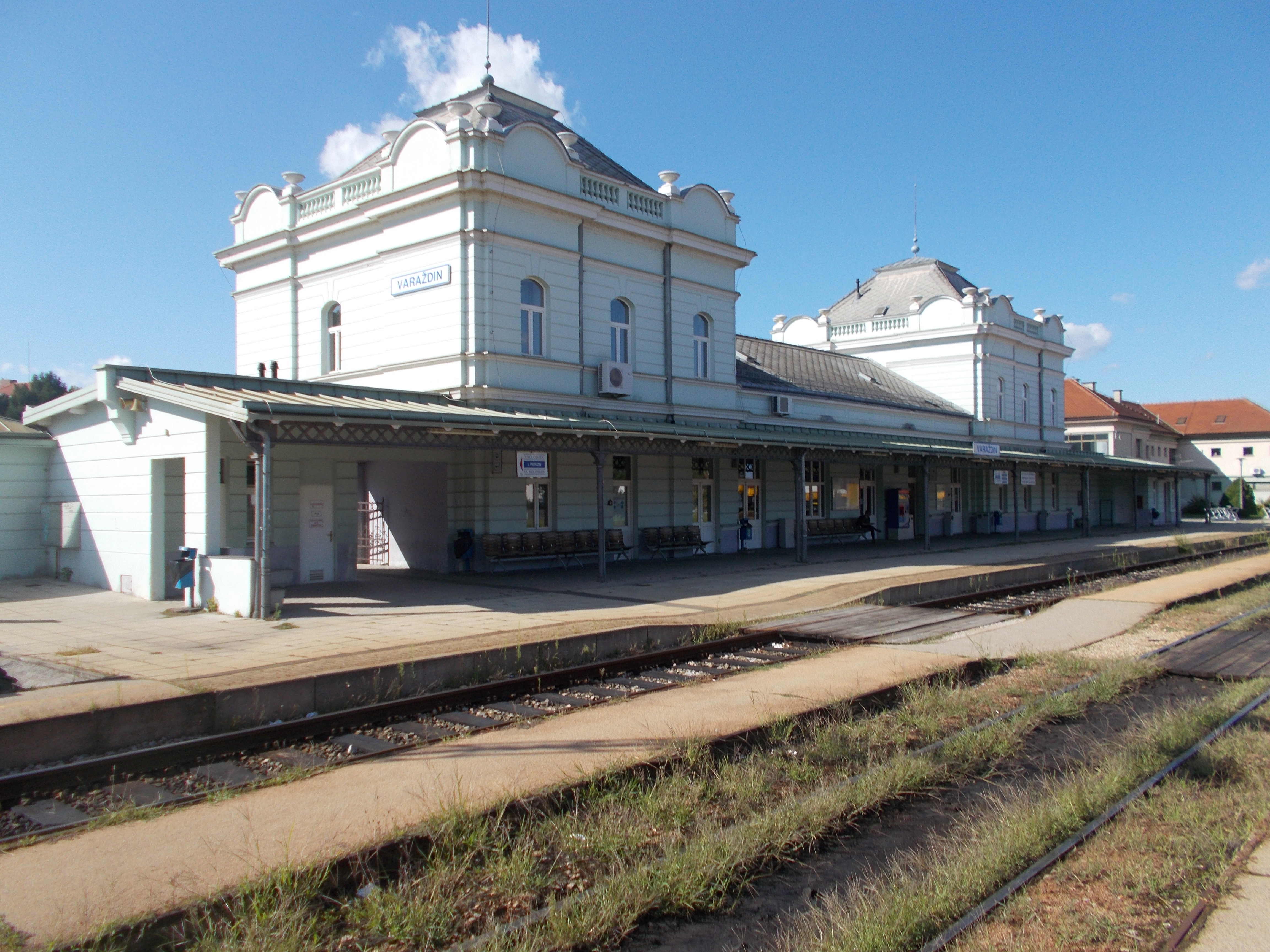
Varaždin
- Čakovec

- Zaprešić
- Zabok
- Bedekovčina
- Konjšćina
- Budinšćina
- Novi Marof
- Varaždin